# Pablo Vidarte
Pablo M. Vidarte (Sevilla, Espanya, 29 de març de 1996) és un empresari, inversor i inventor espanyol.Actualment és president de Arkyne Technologies i fundador de Bioo, projecte líder de Arkyne per a la generació d'electricitat a partir de les plantes. Ha desenvolupat projectes relacionats amb dispositius de geolocalització, programes d'intel·ligència artificial evolutiva i sistemes per a la generació orgànica d'hidrogen en rius per a aplicacions amb combustibles nets.
Al 20 anys va ser llistat a la llista Forbes i va figurar en la Expo universal de 2017 d'Astana, guardonat pel Parc Científic de Madrid. Va ser llistat en el top 50 de les empreses més innovadores d'Europa pel Parlament Europeu, i reconegut per Google i el South Summit 2016 amb el títol de la companyia més disruptiva de l'any i el primer premi en energia i indústria. Compta amb 9 premis internacionals a Londres, Viena, Bucarest, Praga, París, Barcelona, Madrid i Brussel·les.

## Primers anys
Pablo Vidarte era el fill gra d'una família de classe mitjana. Va escriure el seu primer llibre als 14 anys. El seu interés inicial per la música i la direcció de cinema el van fer guanyador del perim de creació cinematográficade la Universitat de Cambridge als 16 anys. A la mateixa edat, Vidarte va fundar la seva primera empresa. Als 17, va començar a estudiar sobre motors Stirling al batxillerat, on va desenvolupar una recerca de motors de combustió externa en paral·lel amb estudis duts a terme per la NASA. Va ser finalista d'un premi nacional d'innovació que li va portar com a convidat al primer Summit Europeu de la Singularity University, creada per Google i la NASA, en 2013 a Budapest, Hongria.
Als 18 anys, Vidarte va anar a Barcelona per a estudiar enginyeria. Més tard va renovar el seu interès per l'enginyeria informàtica i la programació, desenvolupant des de programes de monitoratge fins a una intel·ligència artificial evolutiva capaç d'aprendre i crear societats virtuals. També es va interessar pel desenvolupament hardware i el món empresarial. Va fundar la seva primera empresa tecnològica i, després, va llançar el seu següent llibre als 21 anys.

## Carrera

### Arkyne Technologies
El 27 d'octubre de 2015, Pablo Vidarte, junt amb el seu amic i company Javier Rodriguez, va fundar la seva primera companyia tecnològica.> L'objectiu era fer de vehicle legal per al desenvolupament de productes tecnològics des del seu desenvolupament fins a la seva producció. El primer projecte de l'empresa es va dir Geoo, dins de la indústria dels dispositius de geolocalització. El projecte va ser llançat amb un prototip exitòs, però va haver de ser canviat més tard per un ràpid i brusc creixement de grans companyies del sector i una recent invenció per a generar electricitat a partir de les plantes. Després d'un període de desenvolupament primerenc, Pablo Vidarte, i la resta dels membres de l'entitat en aquell moment, van decidir anomenar al projecte com a Bioo.

### Bioo
Al 2016, després d'un any de recerca i desenvolupament, Bioo va ser finalment fundat com un projecte per la creació d'electricitat a partir de les plantes. Vidarte i el seu equip van desenvolupar una sèrie de prototips de reactors biològics, basant-se recerques al voltant del mon, que estaven relacionades amb temes de tecnologia de cel·les de combustible microbianes aplicades a tractaments d'aigua. Aquests, eren capaços d'obtenir energia de la descomposició orgànica de substàncies a base de carboni trobades en el substrat de les plantes, i aquelles expulsades de forma natural per les arrels. Un obstacle que va haver d'afrontar la companyia va ser la necessitat de replicar aquestes bateries biològiques en volums industrials després d'aturar l'enviament dels seus primers conceptes de productes. Els primers reactors requerien d'un alt manteniment i només eren capaços de ser produïts després d'un desenvolupament previ al laboratori. Vidarte i el seu equip van fer una primera ronda de finançament enfocat en el desenvolupament de l'estandardització d'un model de replicació industrial dels seus reactors. Aquesta ronda va consistir en 311.000 € d'inversors privats i una empresa biotecnològica centrada en biocombustibles i química verda. Al cap d'un any, l'objectiu va ser reeixit i les seves bateries estaven llestes per al següent desenvolupament d'escalat.
La companyia es va centrar en dues línies de negoci: Una línia de recerca i desenvolupament, per a l'aplicació de la seva tecnologia en una escala major; i una línia de producte: Enfocada en el llançament de productes més petits amb les bases de la tecnologia. "L'objectiu d'aquesta última línia era mostrar-lo i produir no només una recurrència econòmica per a mantenir la línia d'I+D, sinó també crear una consciència global sobre la tecnologia i les seves aplicacions". El seu primer objectiu va ser l'educació, amb la introducció d'un model educatiu interdisciplinari. Altres projectes en aquesta línia estaven relacionats amb aplicacions amb xarxes wifi externes.

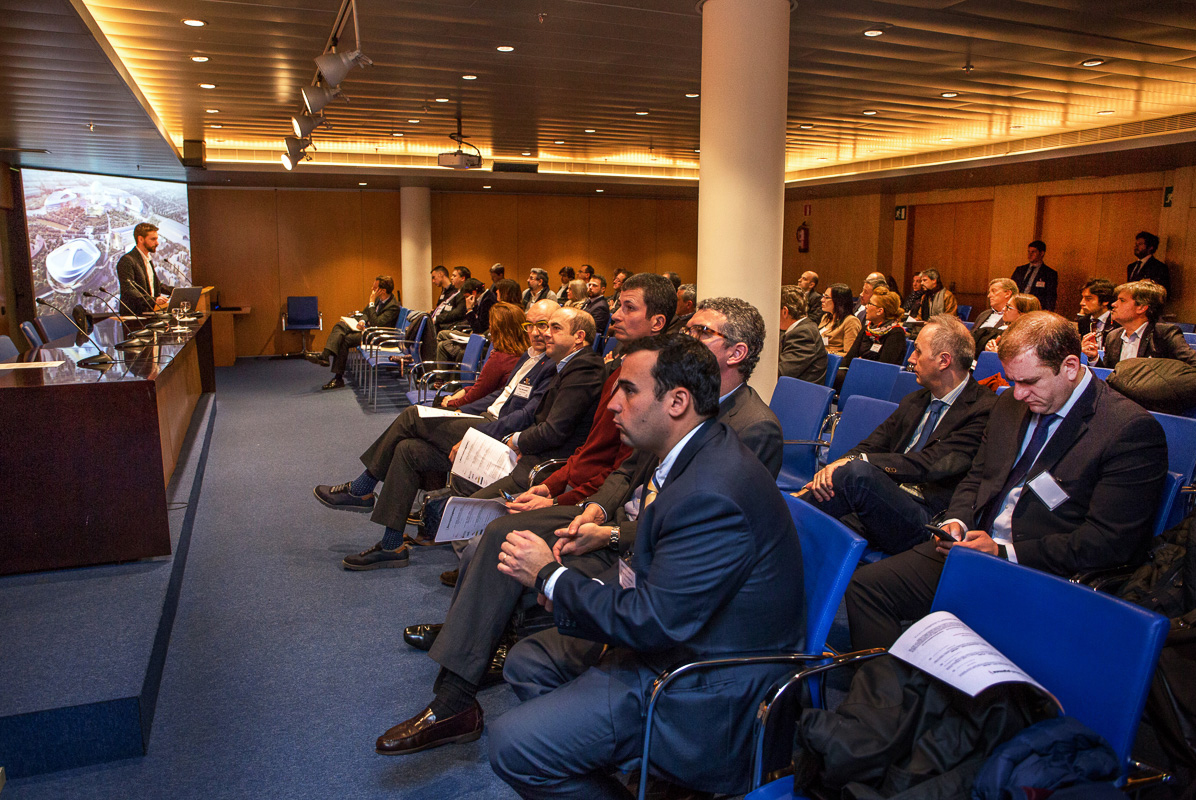
Vidarte parlant en la Borsa de Barcelona, 2018.

Des de la seva fundació, Bioo ha rebut el suport econòmic de la Unió Europea, amb més d'un milió d'euros en finançament per a recerca i desenvolupament, així com del Govern d'Espanya i altres inversions privades. Pablo Vidarte va ser convidat pel govern per a representar a Espanya en la Expo Universal d'Energies del Futur de 2017 amb Bioo. Se li va concedir el privilegi a la companyia de romandre en el museu permanent d'energies del Futur en Astana. Vidarte ha realitzat també dues ponències Tedx i una conferència en el Mobile World Congress en 2016 entre d'altres. Actualment la companyia compta amb espais de laboratori, oficines, tallers i un model de franquiciat internacional.

## Filosofia i treball
Vidarte va ser l'escriptor del llibre: "Una Nueva Tierra. Aquel que vivió mil vidas", i el creador del moviment Trascentista, una filosofia filantròpica basada en els avanços futurs de la societat. La filosofia de Vidarte està basada en la física actual, així com la biologia i comportaments sociològics en una escala de temps ampliada. Es manté en una línia transhumanista cap a l'evolució artificial i la lluita contra la vellesa amb un desenvolupament en la recuperació d'informació i la negació de l'abandonament del món biològic. La seva filosofia també sosté el desenvolupament d'una democràcia directa per mitjà de l'ús de tecnologies actuals. Altres influències de la seva filosofia van ser Elon Musk, Dr. Yuval N. Harari, Millenium Project, i la Singularity University.

## Premis i reconeixements
- Cap de llista del Top 50 de les empreses més innovadores d'Europa: Parlament Europeu, Brussel·les, 2017.[28][29]
- Llista Forbes, Edició "30 Under 30" Europa: Forbes, Londres, 2017.[30]
- Premi de la Cambra de Comerç Americana a Europa. Brussel·les, 2018.[31][32]
- Fundació Webit, Primer premi de 200.000 €. Sofia, 2018.[33][34]
- Primer Premi de "Connect Visions to Solutions": Cambra Alemanya de Comerç i Indústria. Praga, 2017.[35]
- Premi "Spark-life 2017", Londres, 2017.[36][16]
- Llista Forbes, "30 Under 30" Espanya: Forbes, Madrid, 2017.[cal citació]
- Startup més Disruptiva de l'Any: Google Inc., South Summit, 2016.[9][37][38]
- Primer Premi en Imagine Express: Fundació Imagine; Imagine C. Center, Londres, 2016.[39][40]
- Empresa Nacional, Primer Premi: VIII S.P. Premi Interuniversitari, Madrid, 2016.
- Premi del Parc Científic de Madrid & Ja-Ye Europa, Madrid, 2016.[41]
- Primer Lloc en Energia i Indústria: South Summit, Madrid, 2016.[3][9]
- Premi Manuel Arroyo; Barcelona, 2015.[cal citació]
- Millor Iniciativa Empresarial de Catalunya: Ajuntament de Barcelona & Aijec, Barcelona, 2015.[42][43]